# Richmond (Nou Hampshire)
Richmond és una població dels Estats Units a l'estat de Nou Hampshire. Segons el cens del 2000 tenia 1.077 habitants.

## Demografia
Segons el cens del 2000, Richmond tenia 1.077 habitants, 379 habitatges, i 285 famílies. La densitat de població era d'11,1 habitants per km².
Dels 379 habitatges en un 35,1% hi vivien nens de menys de 18 anys, en un 67,5% hi vivien parelles casades, en un 4,5% dones solteres, i en un 24,8% no eren unitats familiars. En el 19,3% dels habitatges hi vivien persones soles el 5,8% de les quals corresponia a persones de 65 anys o més que vivien soles. El nombre mitjà de persones vivint en cada habitatge era de 2,82 i el nombre mitjà de persones que vivien en cada família era de 3,22.
Per edats la població es repartia de la següent manera: un 29,2% tenia menys de 18 anys, un 5,4% entre 18 i 24, un 28,6% entre 25 i 44, un 25,5% de 45 a 60 i un 11,2% 65 anys o més.
L'edat mediana era de 38 anys. Per cada 100 dones de 18 o més anys hi havia 102,7 homes.
La renda mediana per habitatge era de 49.141$ i la renda mediana per família de 54.625$. Els homes tenien una renda mediana de 37.083$ mentre que les dones 27.500$. La renda per capita de la població era de 21.174$. Entorn del 4,6% de les famílies i el 7,6% de la població estaven per davall del llindar de pobresa.